# District de Gia Lam
Le district de Gia Lam (vietnamien : Gia Lâm) est un district rural (Huyện) de Hanoï dans la région du Delta du Fleuve Rouge au Vietnam.

## Présentation
À Gia Lâm, arrondissement rural attaché à la ville de Hanoï, le ministère de la Construction s'apprête à bâtir une ville durable de 200 000 habitants.
Les architectes du concours François Defrain et Olivier Souquet de l'agence parisienne DE-SO, ont conçu un paysage d'eau pour la ville nouvelle. Les quartiers s'organiseront autour d'un lac artificiel, sur des tertres et seront reliés par une roue digue circulaire branchée sur la future autoroute Hainoï-Haïphong.

## Histoire
L'aérodrome de Gia Lâm était l'un des trois aéroports tenus par l'armée japonaise en Indochine selon l'accord de non-belligérance du 22 mars 1940 signé par le général Martin représentant les autorités coloniales françaises et le général nippon Nishiara . 
L'armée japonaise l'a quitté à la fin du mois d'août 1945.

## Personnalités liées au district
- Nguyễn Thúy Hiền (1979-), athlète vietnamienne de wushu taolu.

## Galerie

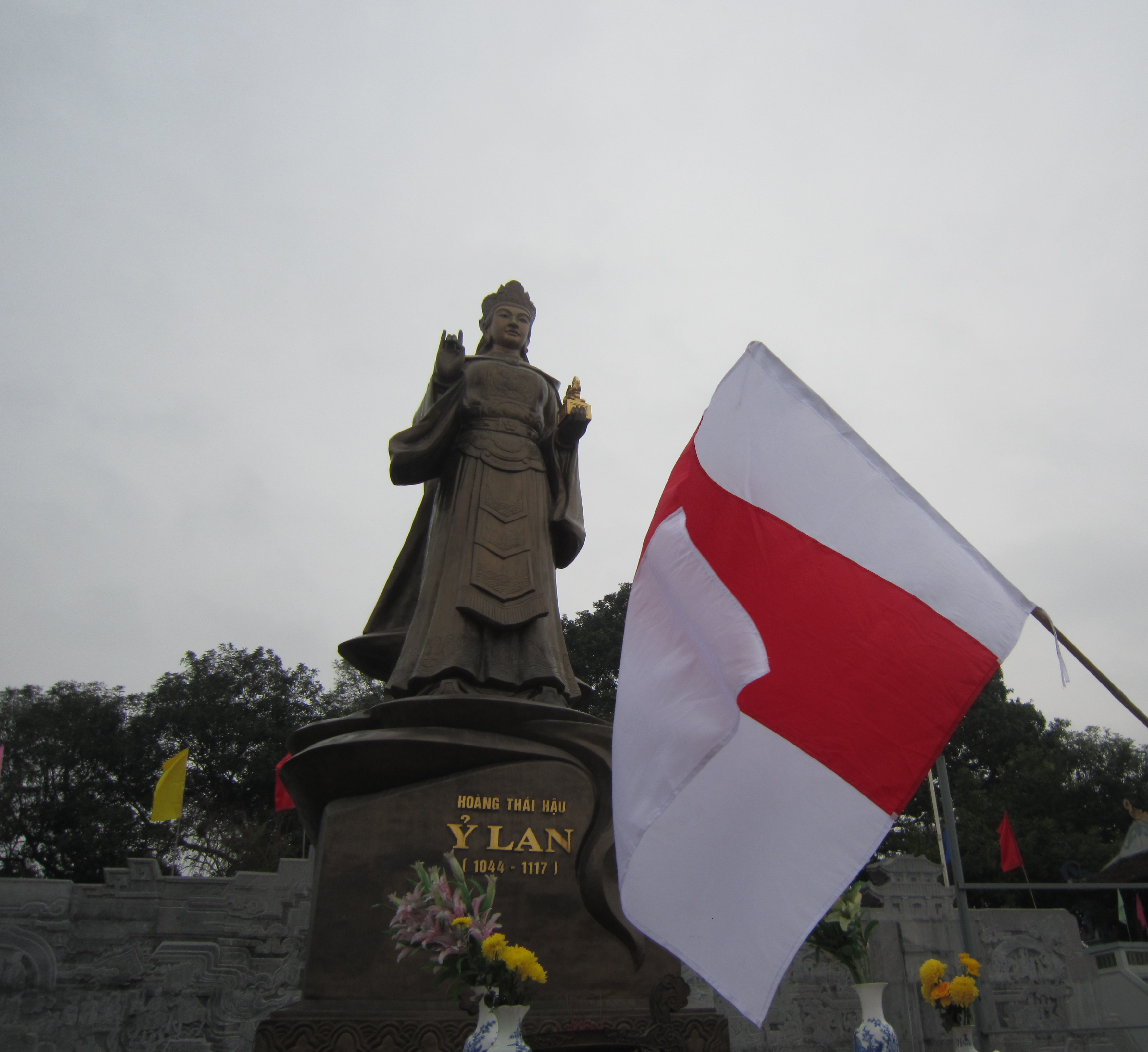
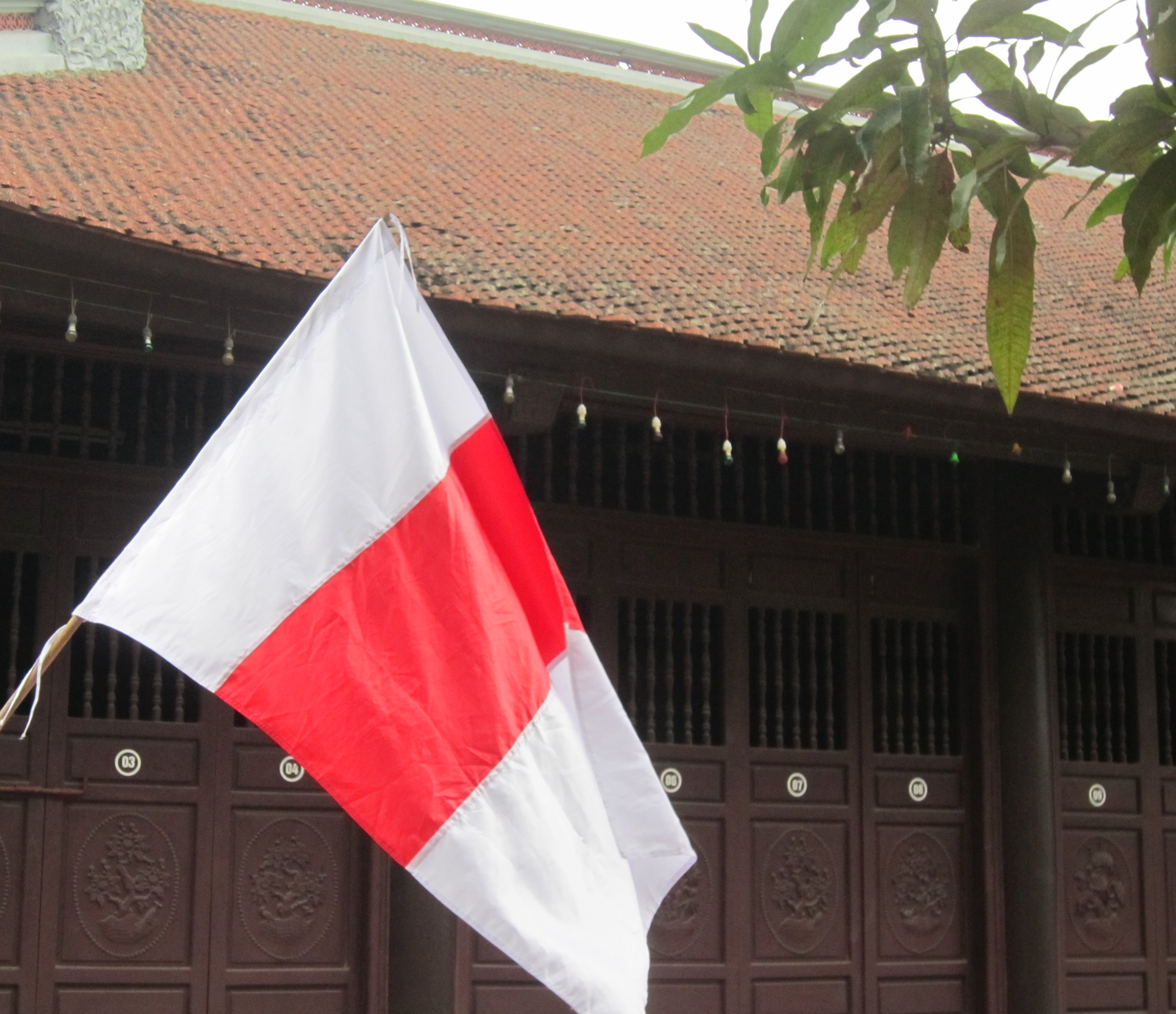
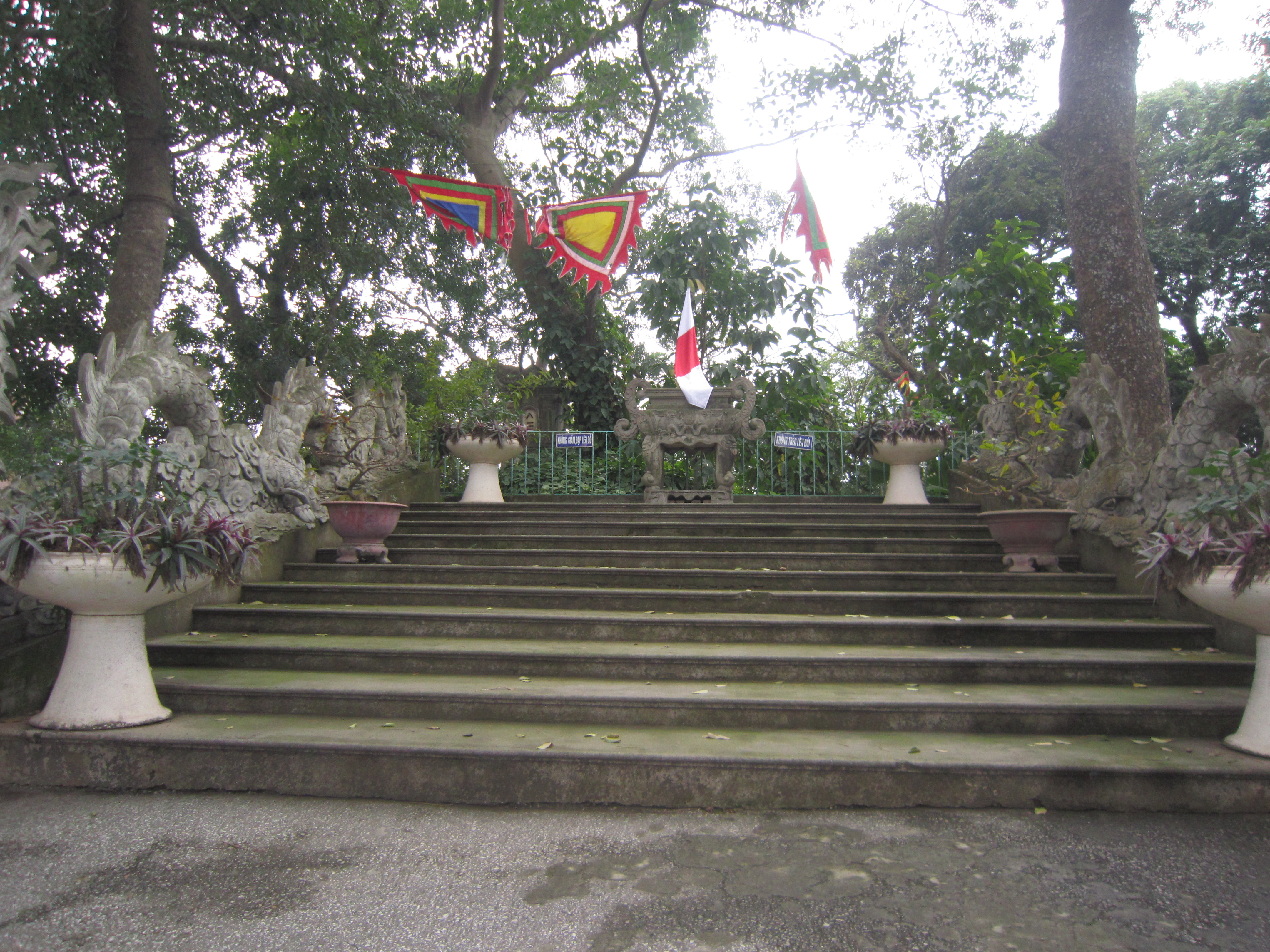
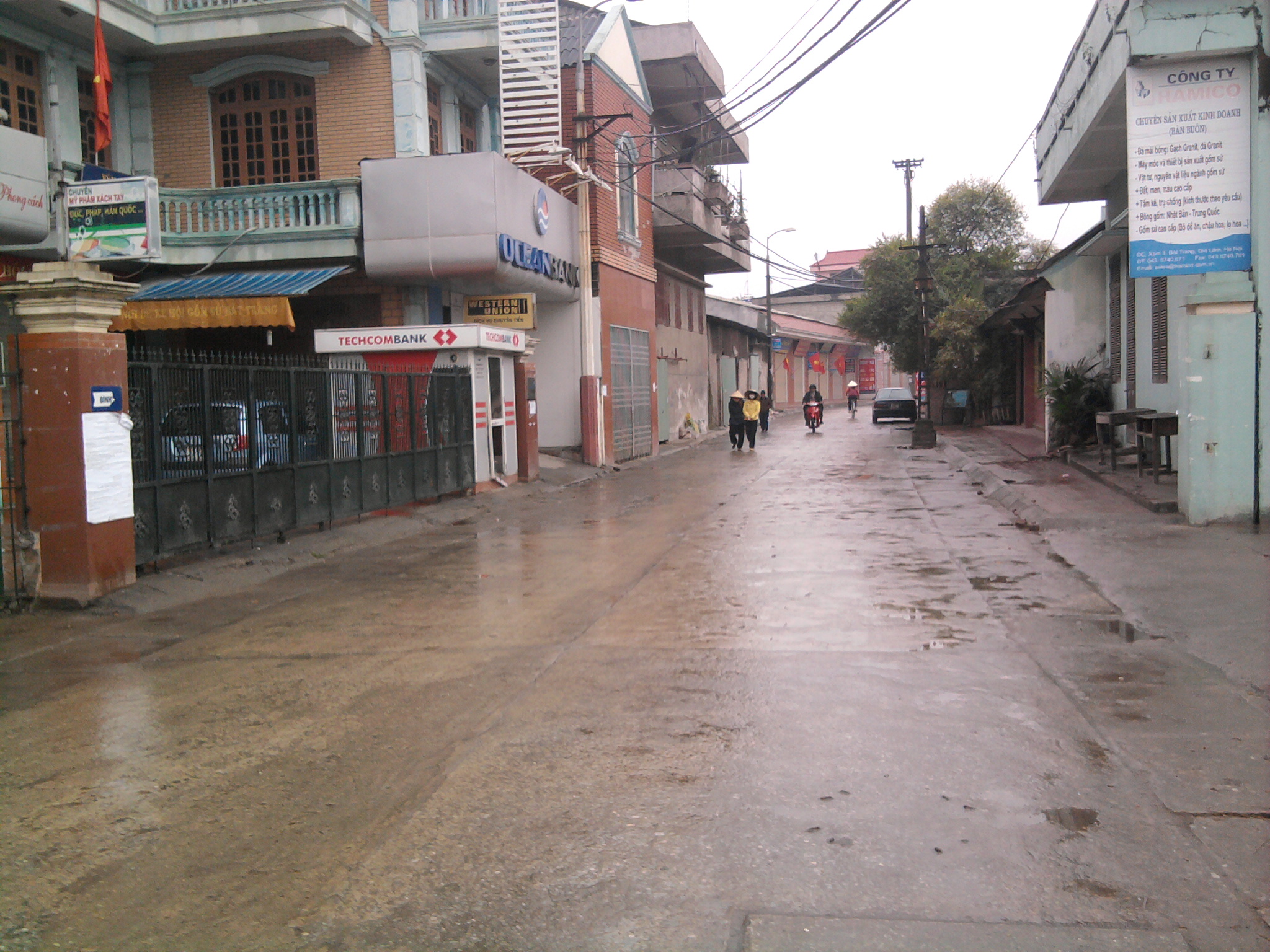
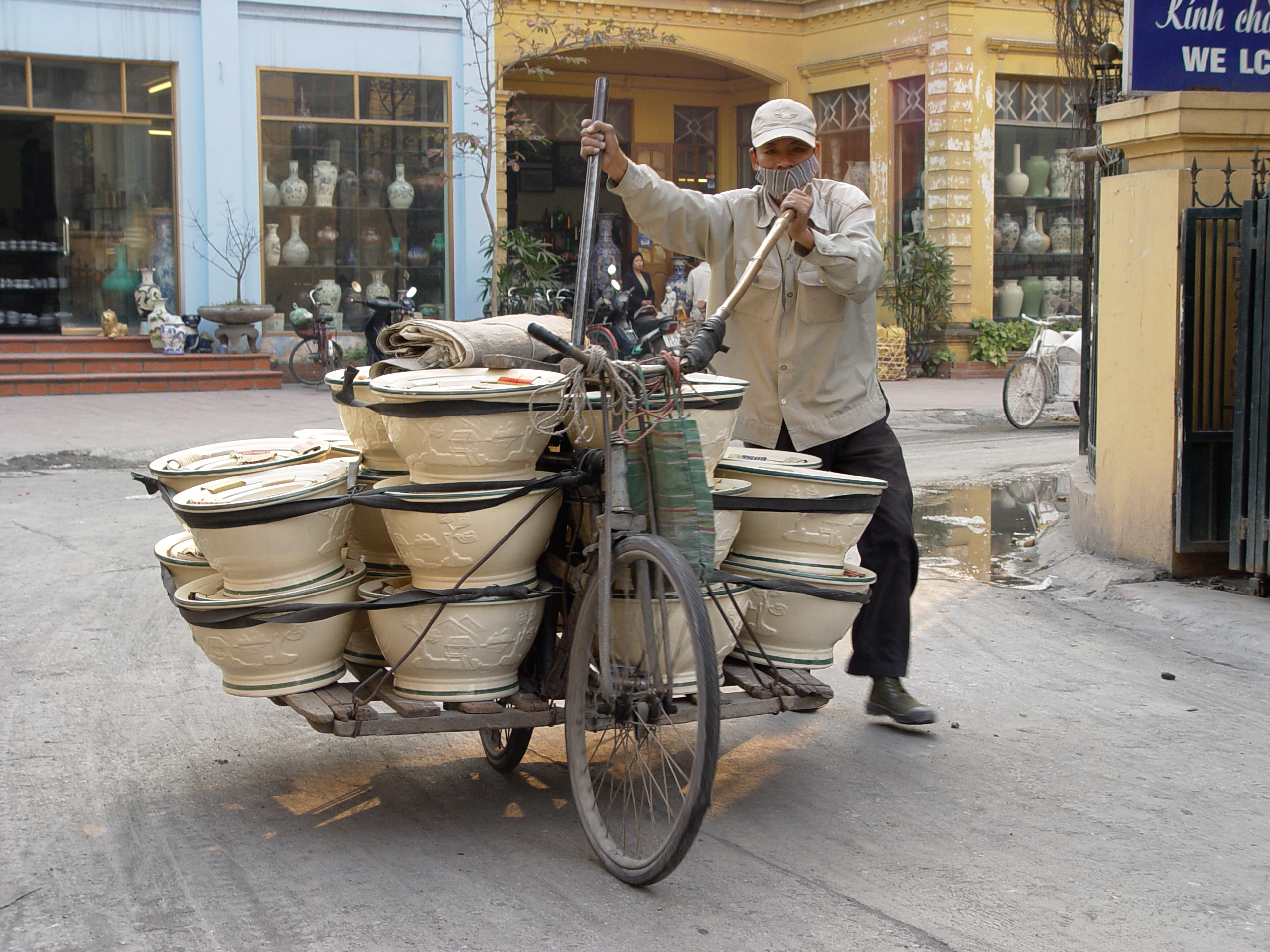
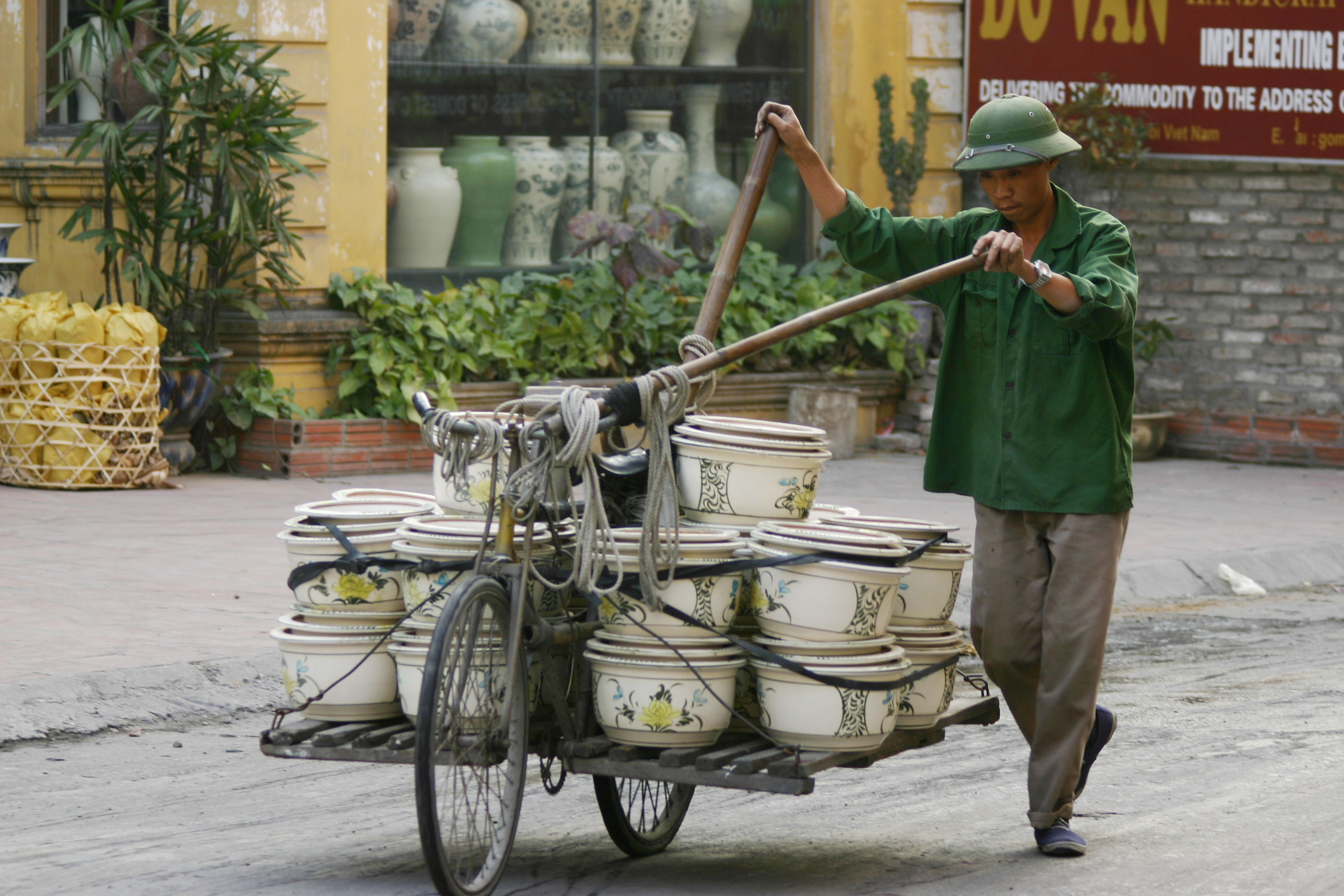
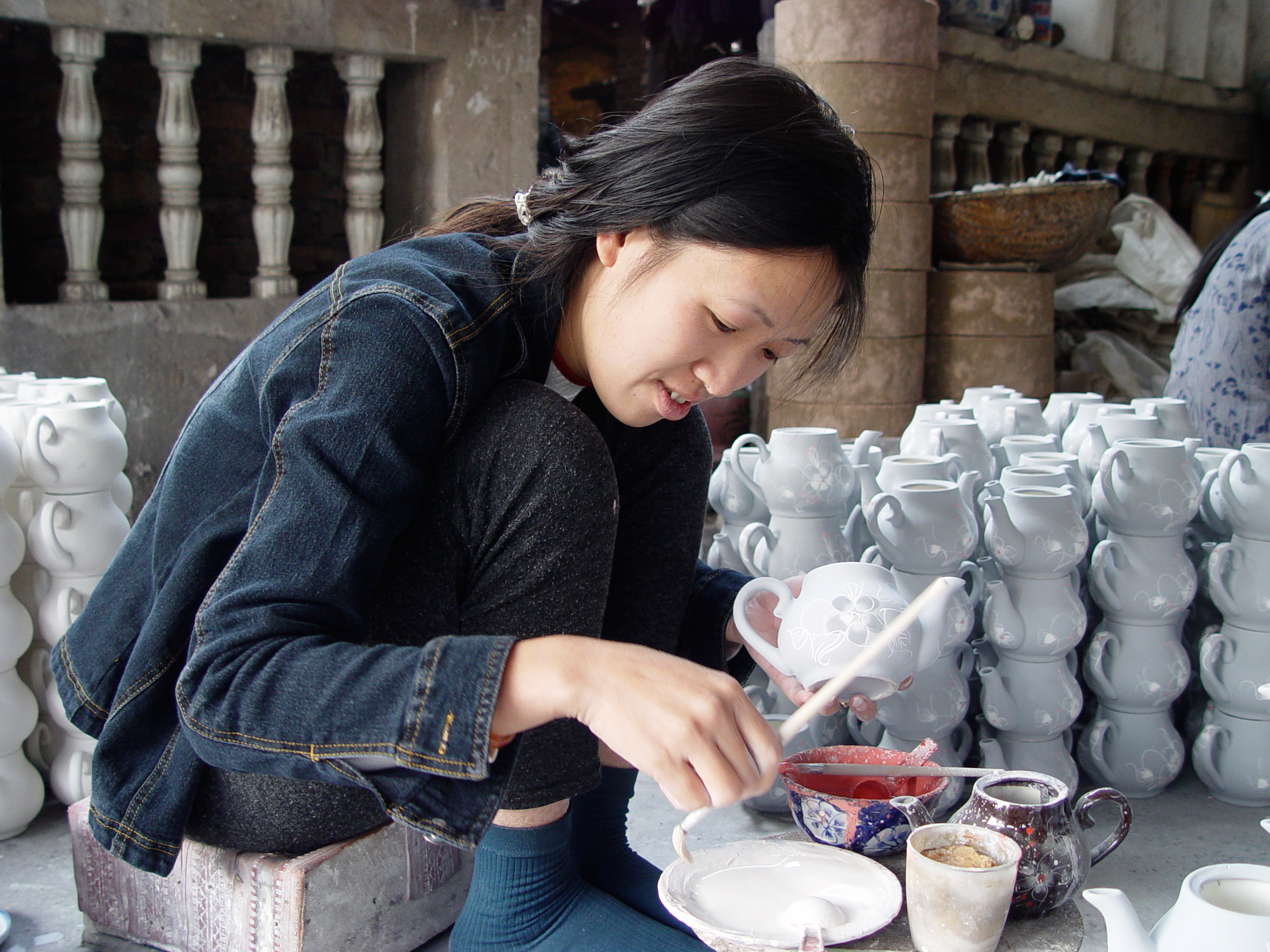
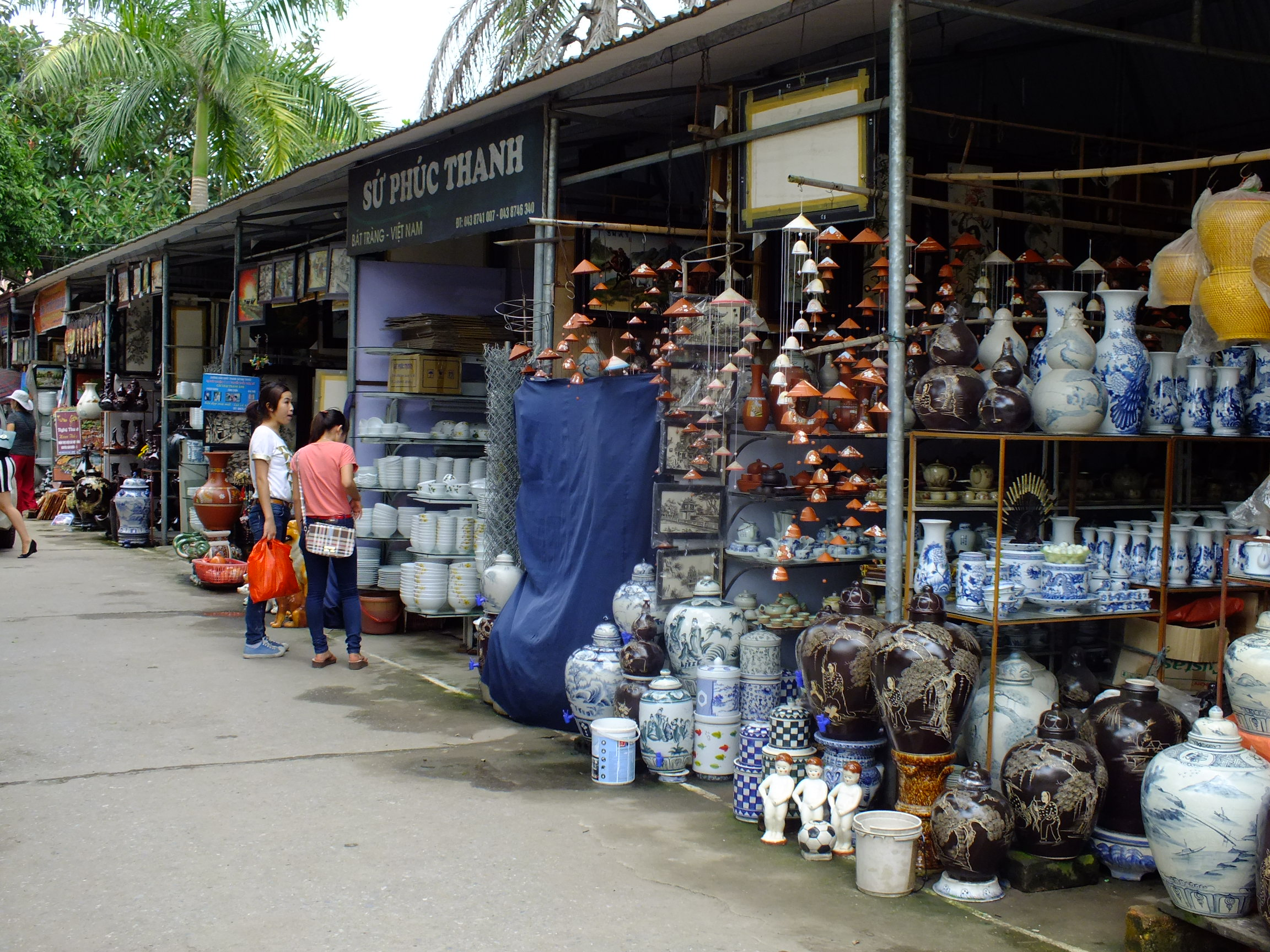
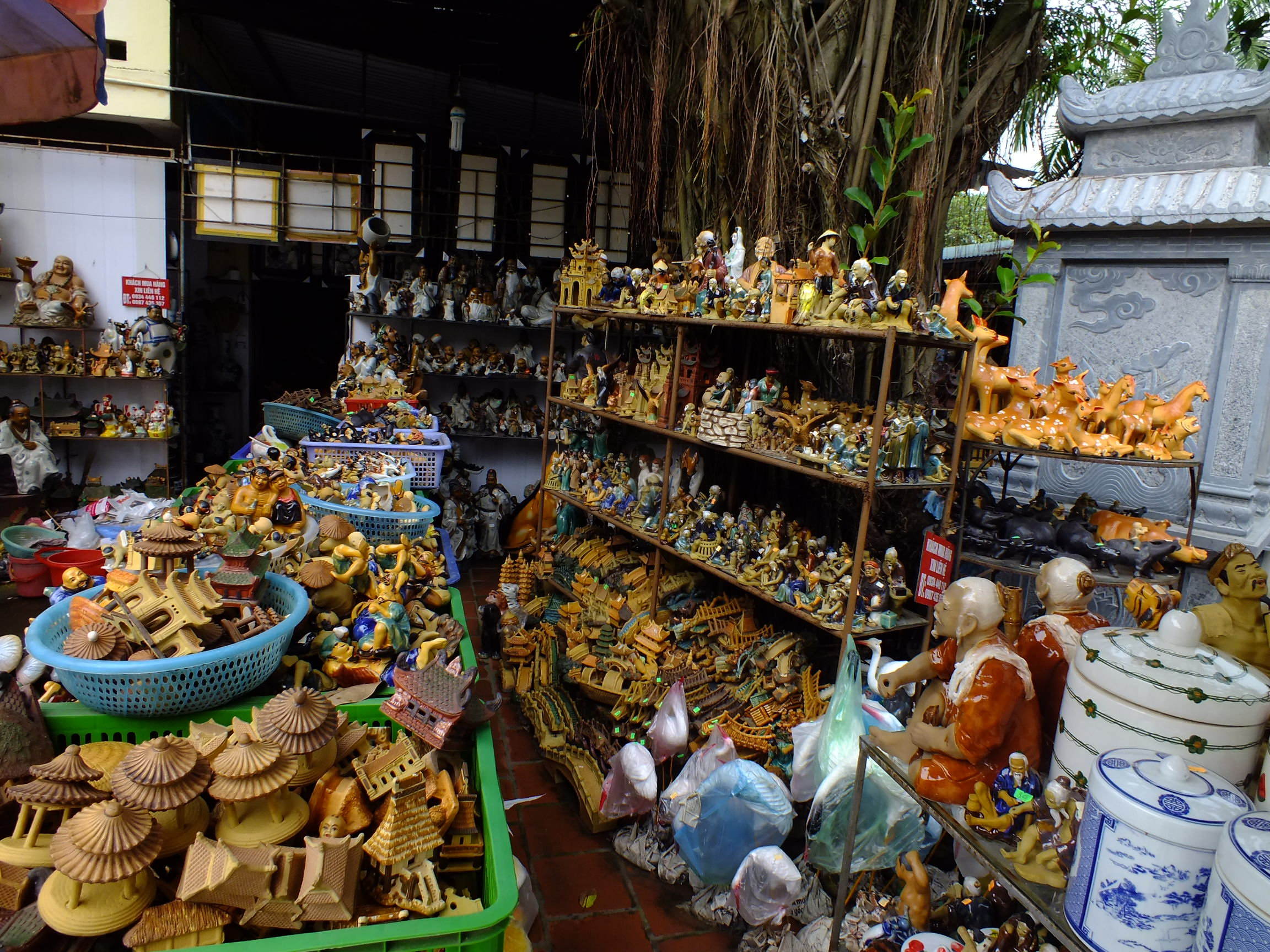
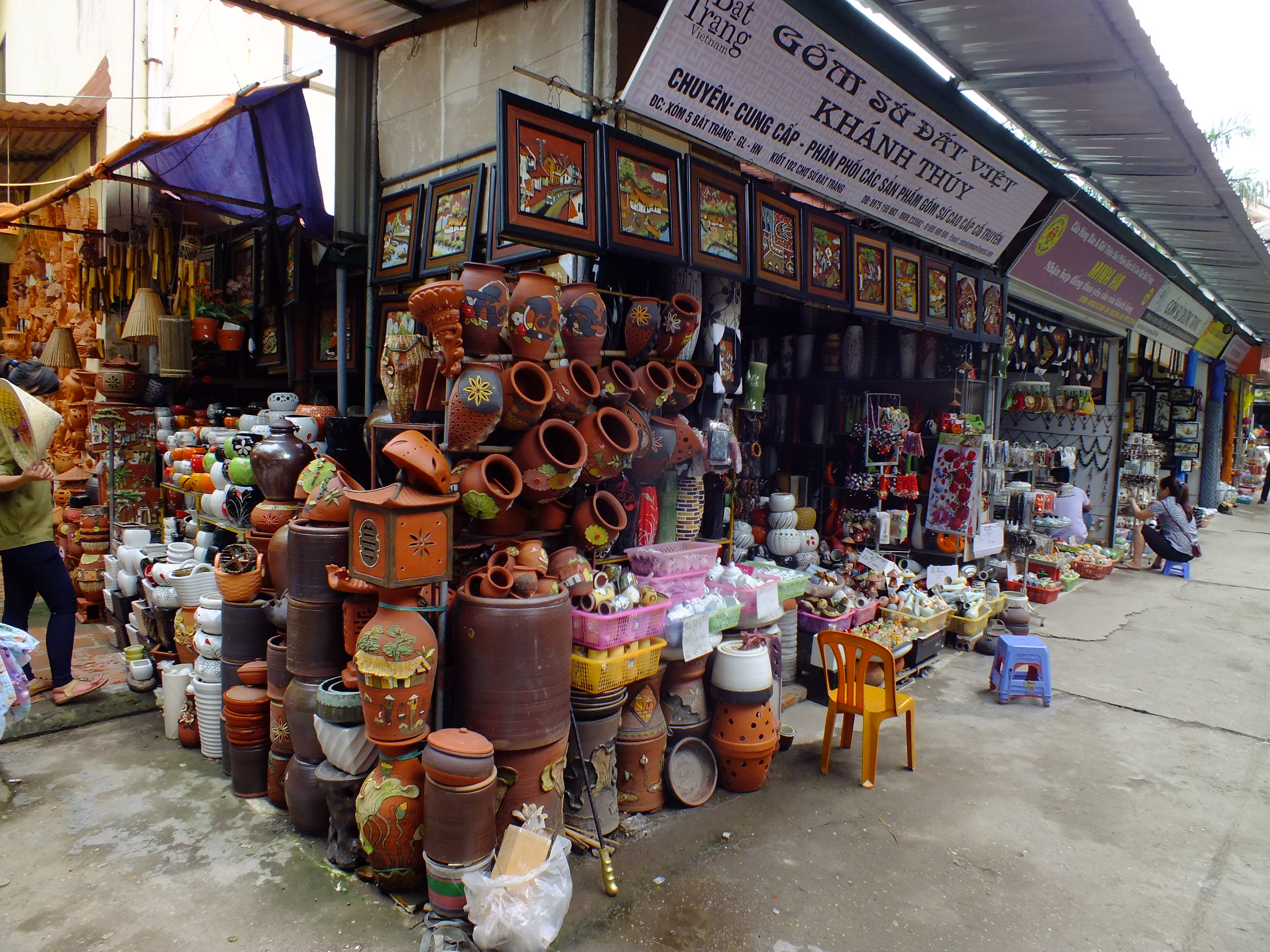
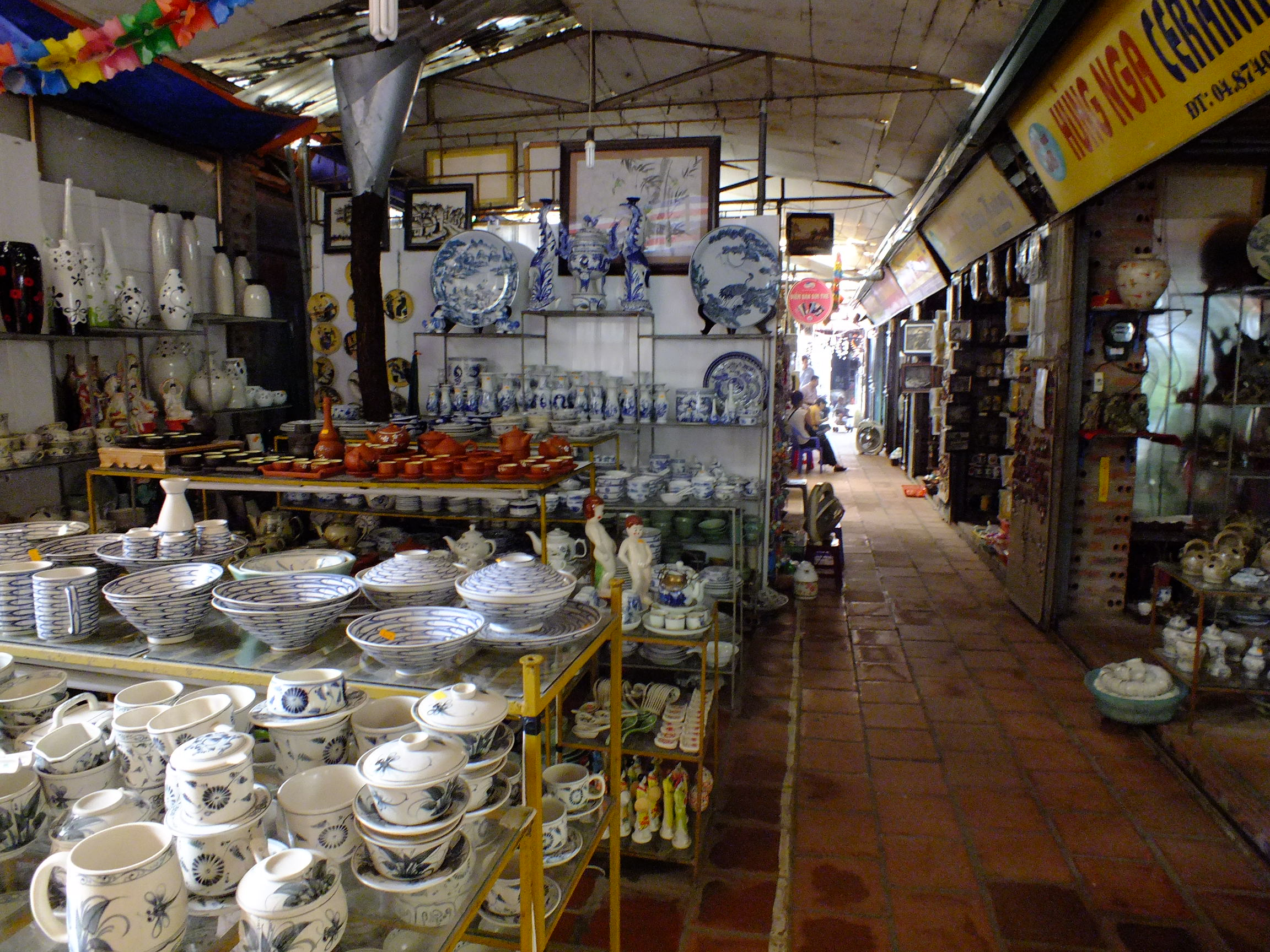
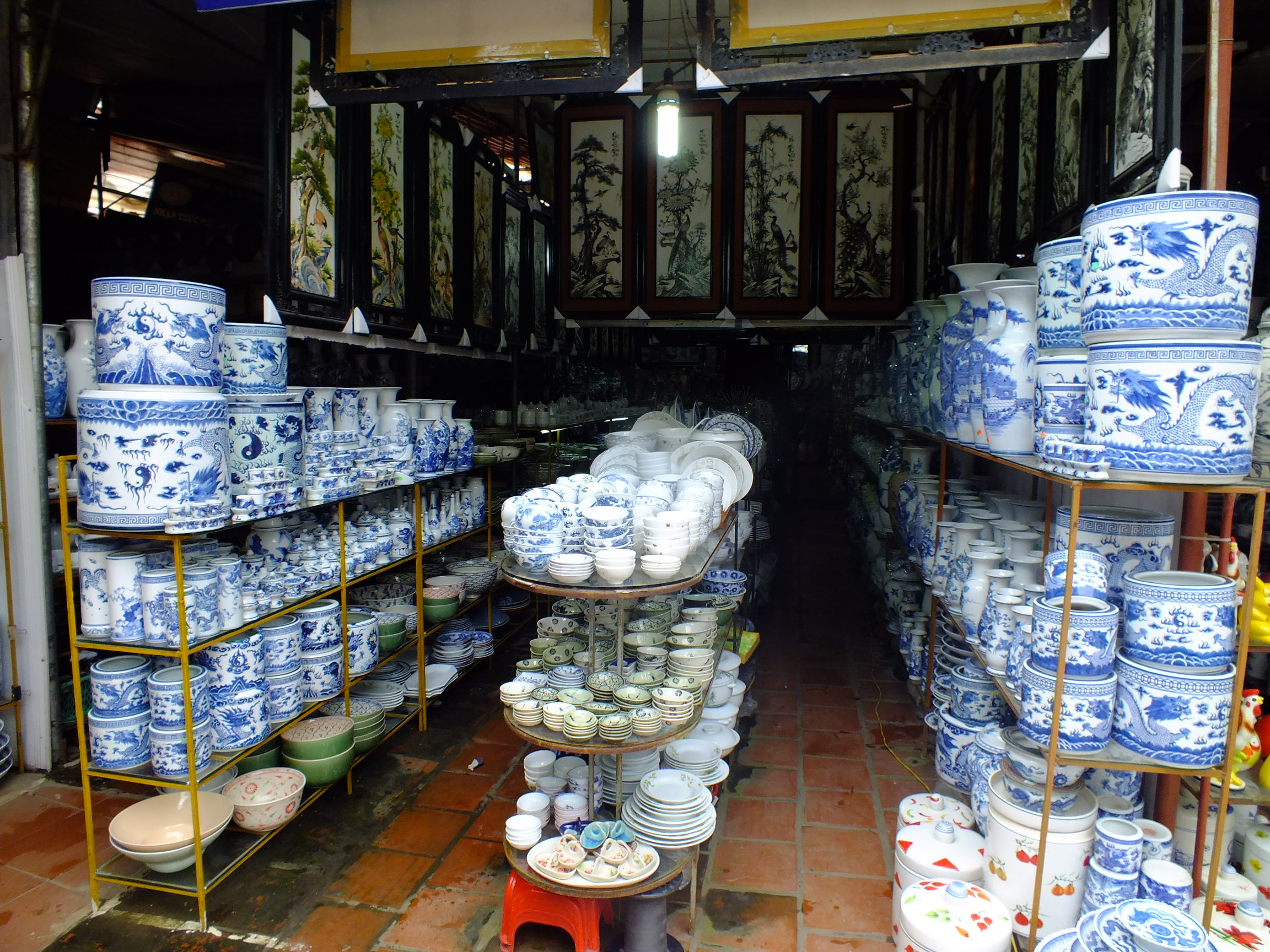
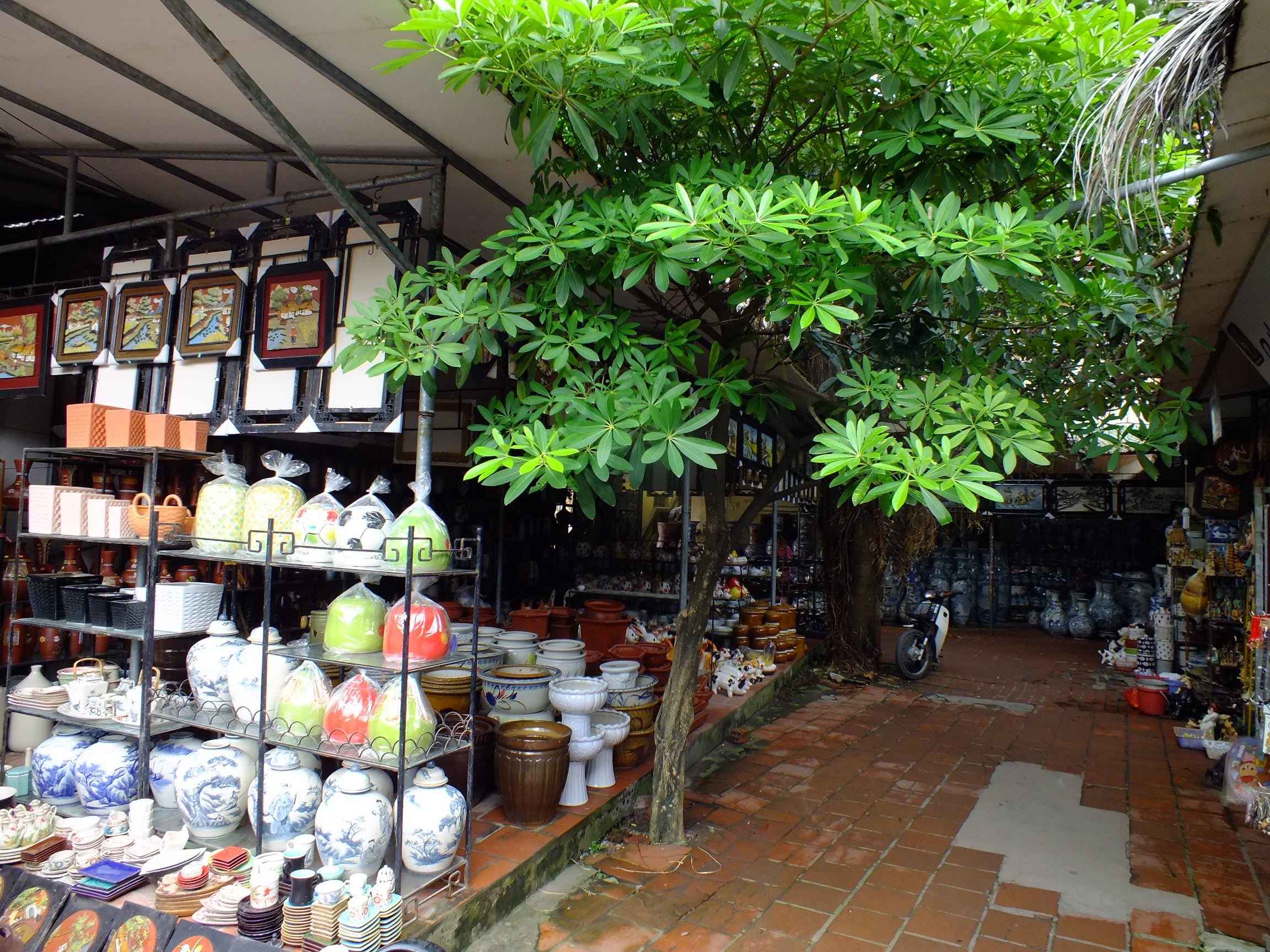
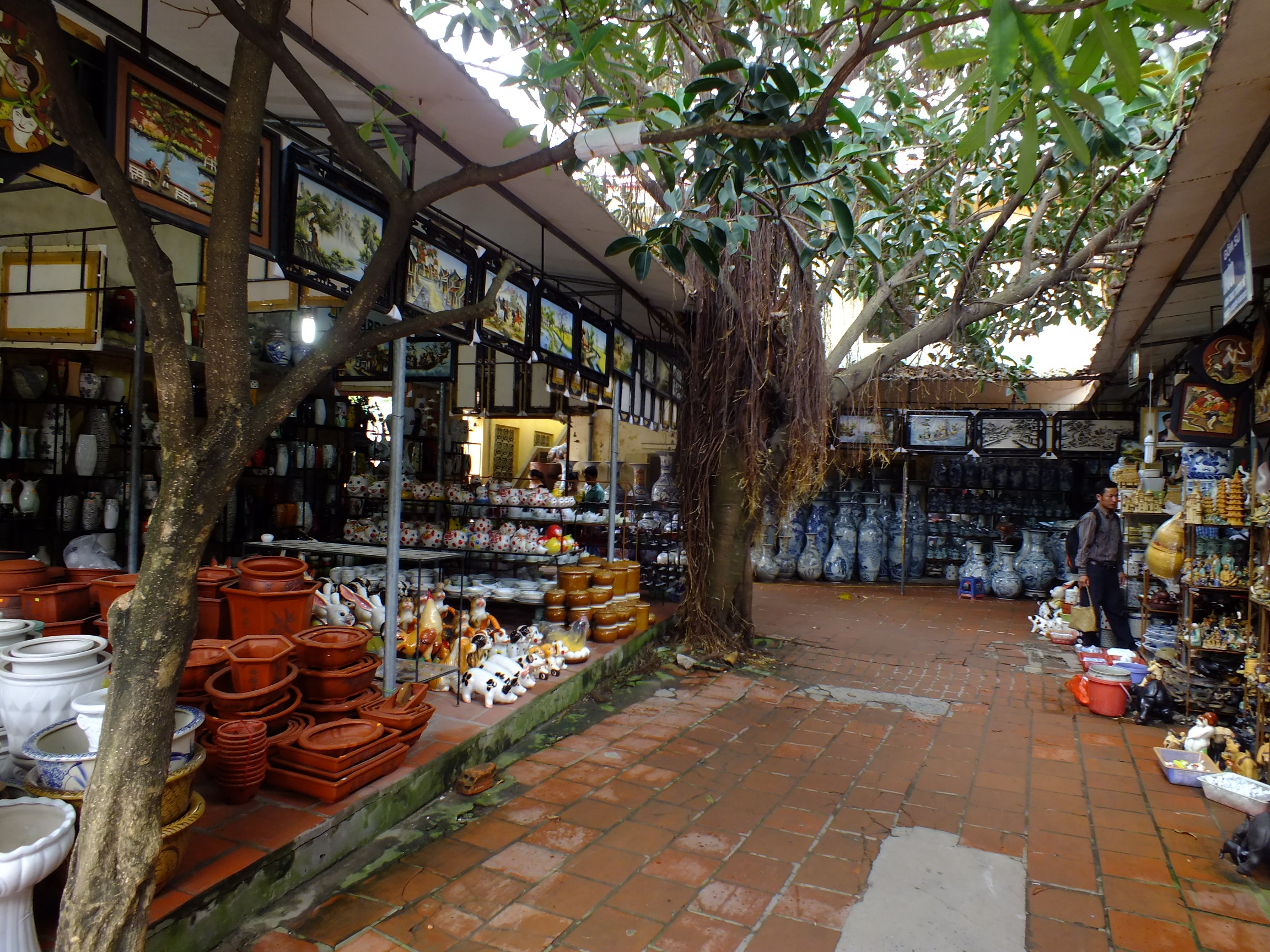
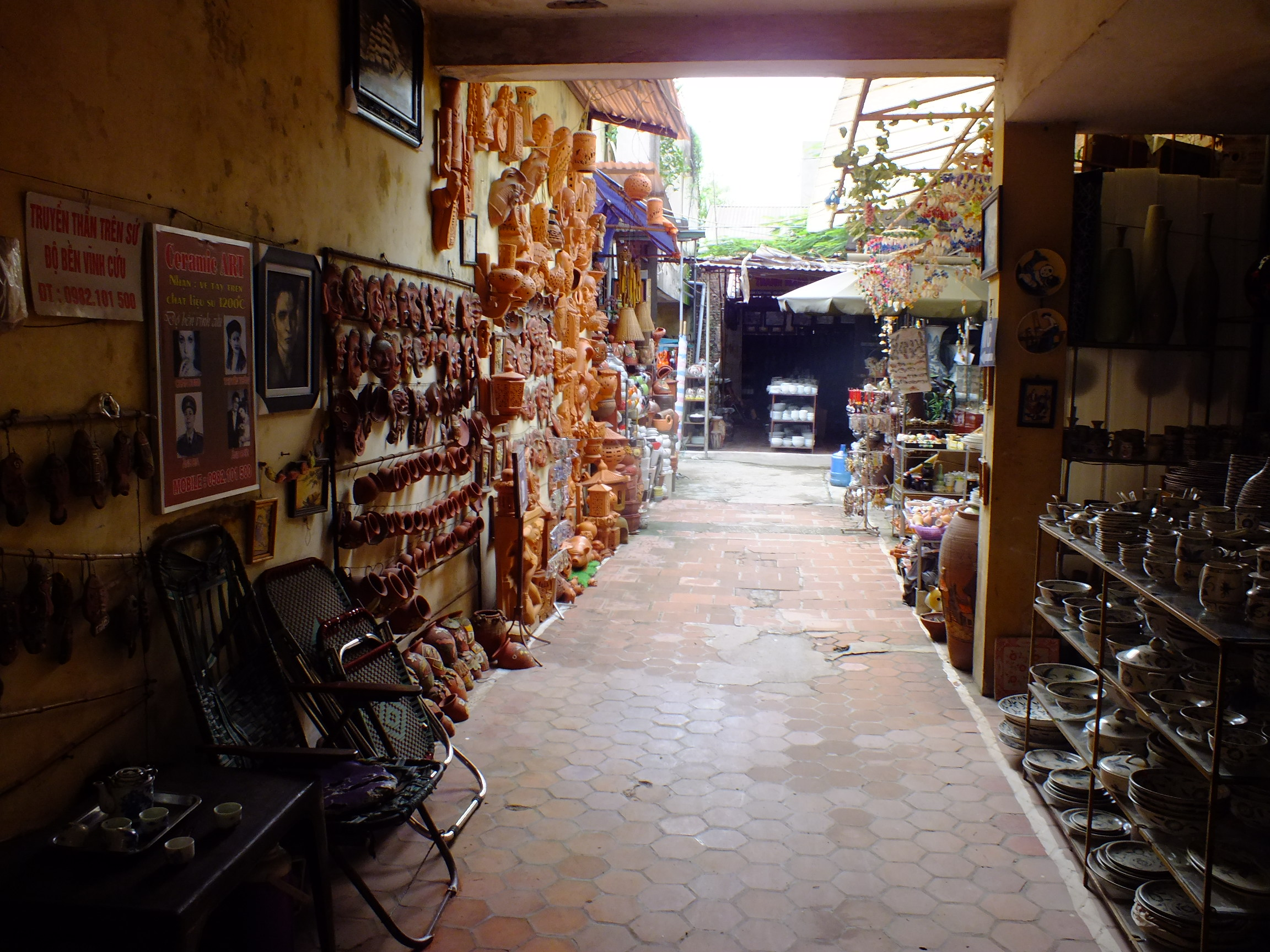
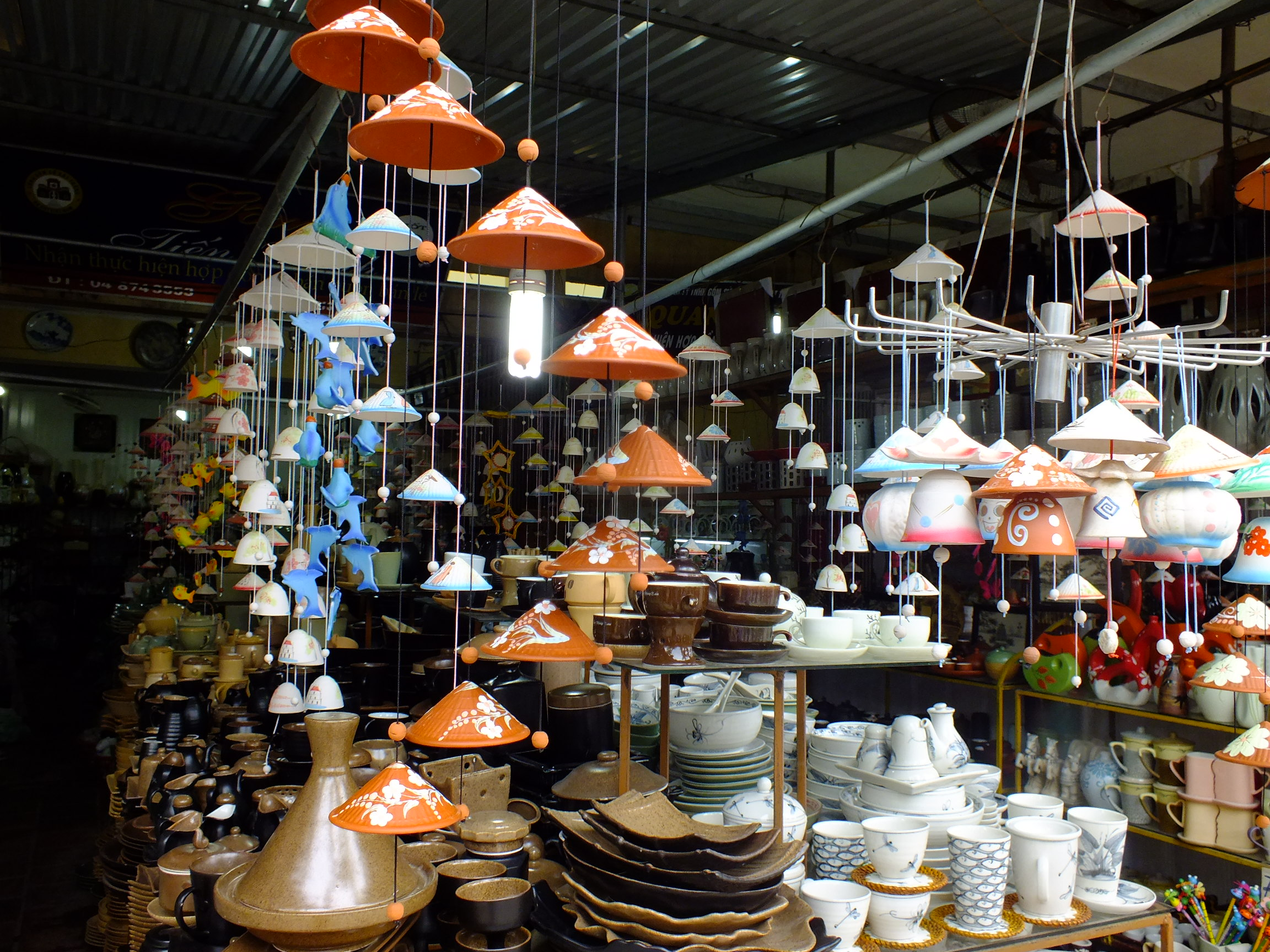
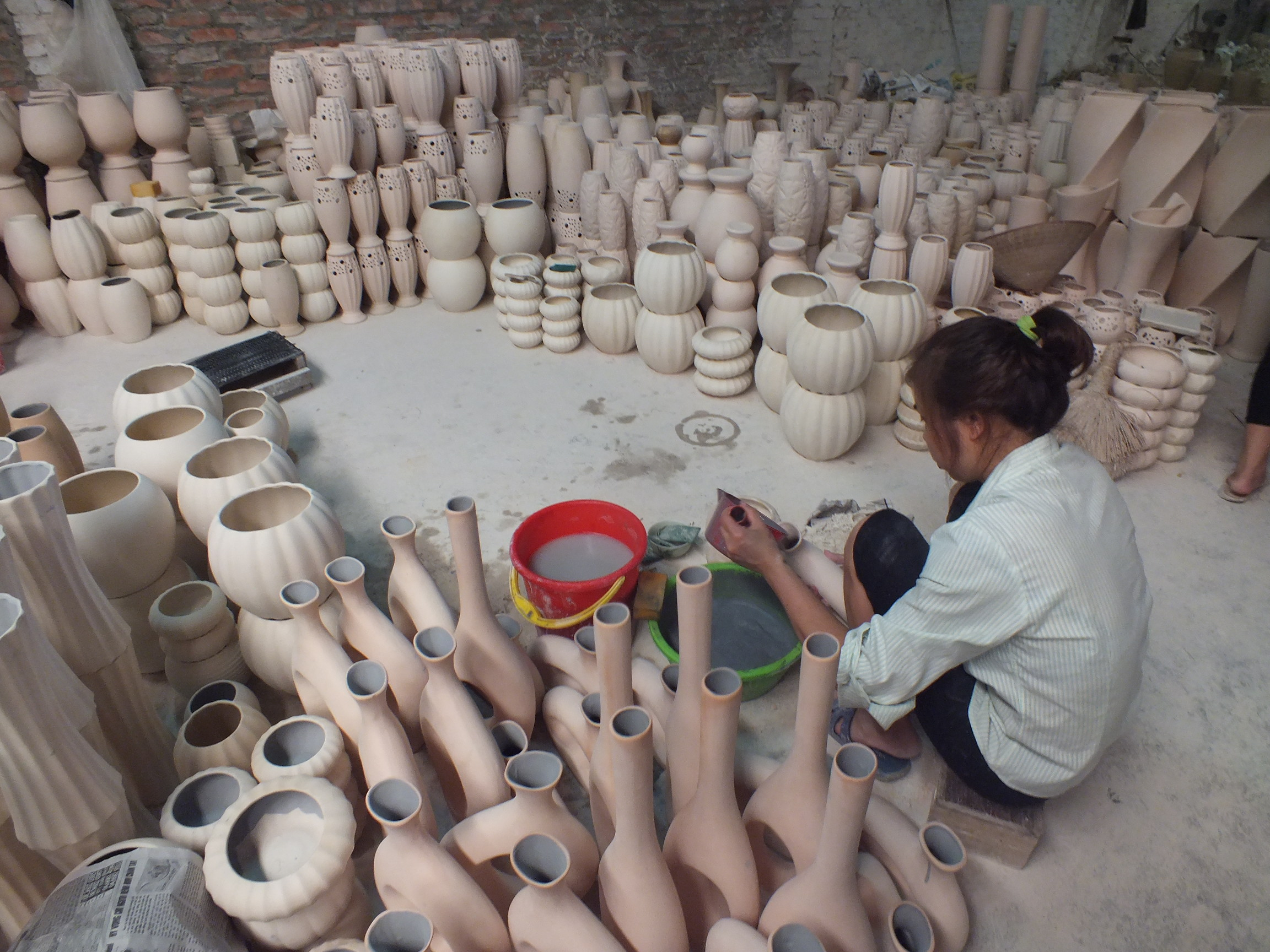